# Corel Painter
Corel Painter is een grafisch programma van Corel om beelden mee te maken en bewerken. Het is verkrijgbaar voor zowel Mac als Windows. Terwijl concurrent Adobe Photoshop vooral gericht is op het bewerken van foto's, is Corel Painter meer gericht op kunstenaars. Het programma probeert natuurlijke materialen zoals olieverf en aquarel (waterverf) na te bootsen.

## Geschiedenis
Painter was oorspronkelijk ontwikkeld voor Macintosh systemen door Mark Zimmer en Tom Hedges, de oprichters van de Fractal Design. Zimmer en Hedges hadden hiervoor al ImageStudio en ColorStudio ontwikkeld, beide afbeeldingsbewerkers, voor Letraset. John Derry voegde zich bij Zimmer en Hedges tijdens het ontwikkelproces van Painter 1.2. Derry had al tekensoftware expertise opgedaan bij Time Arts, een ontwikkelaar van vroege desktop-gebaseerde tekenprogrammas Lumena en Oasis.
Fractal Design fuseerde zich later samen met RayDream en dan met MetaTools om MetaCreations te bekomen. Metacreations verkocht al hun creatieve belangen en Corel verwierf Painter waar het tijdelijk "Procreate" Painter heette tijdens de overgang naar Corel Suite van grafische programma's. Painter wordt nu verhandeld door Corel, dat Painter volledig in handen in heeft.